# Julia Alvarezová
Julia Alvarezová (* 27. března 1950 New York) je americká novoformalistická básnířka, prozaička a esejistka. Proslavila se romány How the García Girls Lost Their Accents (1991), In the Time of the Butterflies (1994) a Yo! (1997). Jako básnířka vydala knihy Homecoming (1984) a The Woman I Kept to Myself (2004), jako esejistka autobiografickou sbírku Something to Declare (1998). Mnozí literární kritici ji považují za jednu z nejvýznamnějších latinskoamerických spisovatelek a dosáhla úspěchu u kritiky i komerčního v mezinárodním měřítku.
Julia Alvarezová napsala také několik knih pro mladší čtenáře. Její první obrázkovou knihou pro děti byly The Secret Footprints vydané v roce 2002. Alvarezová napsala několik dalších knih pro mladé čtenáře, včetně série knih Tía Lola.
Narodila se v New Yorku a prvních deset let svého dětství strávila v Dominikánské republice, dokud otcovo zapojení do politického povstání proti Rafaelovi Trujillovi nepřinutilo její rodinu k útěku ze země. Mnohá díla Alvarezové jsou ovlivněna jejími zkušenostmi dominikánské Američanky a silně se zaměřují na otázky imigrace, asimilace a identity. Je známá svými díly, která zkoumají kulturní očekávání žen v Dominikánské republice i ve Spojených státech, a důsledným zkoumáním kulturních stereotypů. V posledních letech Alvarezová rozšířila svou tematiku o díla jako In the Name of Salomé (2000), román s kubánskými, nikoli výhradně dominikánskými postavami a smyšlenými verzemi historických postav.
Kromě své úspěšné spisovatelské kariéry je Alvarezová rezidentní spisovatelkou na Middlebury College.   